# Tomáš Heřman
Tomáš Heřman (* 23. listopadu 1969) je bývalý český fotbalista, útočník.

## Fotbalová kariéra
V československé lize nastoupil v 1 utkání. V české lize hrál za FC Viktoria Plzeň a FK Teplice. V české lize nastoupil ve 142 utkáních a dal 25 gólů. Po skončení ligové kariéry pokračoval v belgických soutěžích za KFC Turnhout, AEC Mons a KV Kortrijk. V belgické nejvyšší soutěži nastoupil v 10 utkáních.

## Ligová bilance
| Ročník                                   | Zápasy | Góly | Klub              |
| ---------------------------------------- | ------ | ---- | ----------------- |
| 1. československá fotbalová liga 1991/92 | 1      | 0    | SK Slavia Praha   |
| 1. česká fotbalová liga 1993/94          | 27     | 5    | FC Viktoria Plzeň |
| 1. česká fotbalová liga 1994/95          | 30     | 6    | FC Viktoria Plzeň |
| 1. česká fotbalová liga 1995/96          | 30     | 7    | FC Viktoria Plzeň |
| 1. česká fotbalová liga 1996/97          | 17     | 3    | FC Viktoria Plzeň |
| 1. Gambrinus liga 1997/98                | 22     | 3    | FC Viktoria Plzeň |
| 1. Gambrinus liga 1998/99                | 16     | 1    | FK Teplice        |
| Jupiler League 2002-03                   | 10     | 0    | AEC Mons          |
| CELKEM                                   | 153    | 25   |                   |